# 子供のアルバム
『子供のアルバム』（こどものアルバム、露: Де́тский альбо́м）作品39は、ピョートル・チャイコフスキーが1878年に作曲した全24曲からなるピアノ曲集で、この曲集は、当時7歳であったチャイコフスキーの甥であるウラディーミル・ダヴィドフに捧げられている。CDや出版物によっては「子供のためのアルバム」と表記されている場合もある。

## 曲の構成
1. 朝の祈り Утренняя молитва
  - Lento、3/4拍子、ト長調。
  - 厳かな朝の礼拝の様子が描かれており、後半部分では保続低音がある。
2. 冬の朝 Зимнее утро
  - Andante、2/4拍子、ロ短調。
  - 雪と氷に閉ざされた冬のロシアの様子が描かれており、冒頭部分の和音はニ長調のドミナント→トニックの進行で始まる。
3. 小さな騎士 Игра в лошадки
  - Vivo、3/8拍子、ニ長調。
  - 木馬に乗って遊ぶ子供の嬉しそうな様子が描かれている。
4. ママ Мама
  - Andante espressivo、3/4拍子、ト長調。
  - おままごとをしている女の子の様子が描かれている。
5. 兵隊の行進曲 Марш деревянных солдатиков
  - Tempo di Marcia、2/4拍子、ニ長調。
  - おもちゃの兵隊が元気よく行進している様子が描かれている。
6. 病気のお人形 Болезнь куклы
  - Lento、2/4拍子、ト短調。
  - 第8曲の「ワルツ」を挟んで、この曲と第7曲、第9曲で人形の三部作となっている。
7. 人形のお葬式 Похороны куклы
  - Grave、2/4拍子、ハ短調。
  - 有名なショパンの「葬送行進曲」にも似た、足を引きずるような付点音符のリズムが特徴的な曲。
8. ワルツ Вальс
  - Vivace、3/4拍子、変ホ長調。
  - A-B-C-A-Bという構成になっており、右手の旋律は難しい音型を避け、左手の音域もあまり広くなく、子供の小さな手でも弾きやすいように書かれている。
9. 新しいお人形 Новая кукла
  - Andantino、3/8拍子、変ロ長調。
  - 第7曲で亡くなったお人形に代わり、新しいお人形がやってきた様子が描かれている。
10. マズルカ Мазурка
  - Tempo di Mazurka、3/4拍子、ニ短調。
  - 「マズルカ」とは、4分の3拍子を基本とする特徴的なリズムを持つポーランド発祥の舞曲。
11. ロシアの歌 Русская песня
  - comodo、3/2(2/4)拍子、ヘ長調。
  - この曲の拍子記号は4分の2拍子が3つ集まった2分の3拍子の意味で、ロシア民謡の特徴となっている変拍子に基づくものである。
12. 農夫の歌 Мужик на гармонике играет
  - Andantino con molto sentimento、2/4拍子、変ロ長調。
  - 「農夫がアコーディオンを奏している（Der Bauer spielt Harmonika:）」という副題が付けられている。
13. ロシアの踊り Камаринская
  - Comodo、2/4拍子、ニ長調。
  - ロシアの農民の舞曲である「カマリンスカヤ」の旋律を引用しており、民族舞曲には珍しく8小節単位の旋律ではないのが特徴的。
14. ポルカ Полька
  - Allegretto、2/4拍子、変ロ長調。
  - 「ポルカ」はボヘミアに起源を持つ舞曲。
15. イタリアの歌 Итальянская песенкa
  - Vivo、3/8(6/8)拍子、ニ長調。
  - 途中にみられる装飾音符は、カンツォーネのこぶしを表したもの。
16. フランスの古い歌 Старинная французская песенка
  - Andantino、2/4拍子、ト短調。
  - 本曲集の中で一番有名な曲であり、A-A'-B-Aという構成からなる曲。
17. ドイツの歌 Немецкая песенка
  - tranquillo、3/4拍子、変ホ長調。
  - ワルツよりもテンポが遅い「ティロリアンヌ」という舞曲のリズムに基づいて作曲されたもの。
18. ナポリの踊り歌 Неаполитанская песенка
  - Comodo、2/4拍子、変ホ長調。
  - この曲の旋律は、同じくチャイコフスキーが作曲したバレエ音楽『白鳥の湖』の第3幕で演奏される「ナポリの踊り」と同一のものである。
19. おとぎ話 Нянина сказка
  - con moto、2/4拍子、ハ長調。
  - おとぎ話に聞き入っている子供の心理が描写されている。
20. 魔女 Баба-Яга
  - Vivace、6/8拍子、ホ短調。
  - スラヴ民話に登場する妖婆「バーバ・ヤガー」を描写した曲。
21. 甘い夢 Сладкая грёза
  - Andante、3/4拍子、ハ長調。
  - それぞれ16小節ずつの、A-B-Aという典型的な三部形式で書かれている。
22. ひばりの歌 Песня жаворонка
  - Lentamente、3/4拍子、ト長調。
  - 同じくチャイコフスキーのピアノ曲集である『四季』にも同じ題名の曲があるが、哀愁を帯びた『四季』の曲とは違い、こちらは明るい曲調となっている。
23. 辻音楽師 Шарманщик поёт
  - Moderato、3/4拍子、ト長調。
  - 街角で演奏されている手回しオルガンの音楽を描写的に再現している。
24. 教会にて В церкви
  - Largo、2/4拍子、ホ短調。
  - 同じく教会の描写である第1曲の「朝の祈り」に比べると、かなり古風な宗教色の濃い讃美歌が歌われており、「朝の祈り」と同様に後半部分で主音が保続されている。

## 「子供のアルバム」が使われた作品など
- がんばれゴルビー! - 1991年にセガから発売された携帯ゲーム機ゲームギア用ソフト。ステージBGMとして第13曲「ロシアの踊り」が使用されている。

## 参考資料
- 『チャイコフスキー・ピアノ小品集』ドレミ楽譜出版社